# Colonia Valle Verde, Durango
Colonia Valle Verde är en ort i Mexiko.   Den ligger i kommunen Durango och delstaten Durango, i den centrala delen av landet, 800 km nordväst om huvudstaden Mexico City. Colonia Valle Verde ligger 1 872 meter över havet och antalet invånare är 216.
Terrängen runt Colonia Valle Verde är en högslätt. Runt Colonia Valle Verde är det ganska tätbefolkat, med 60 invånare per kvadratkilometer. Närmaste större samhälle är Victoria de Durango, 7,2 km väster om Colonia Valle Verde. Trakten runt Colonia Valle Verde består till största delen av jordbruksmark.